# Astuccio

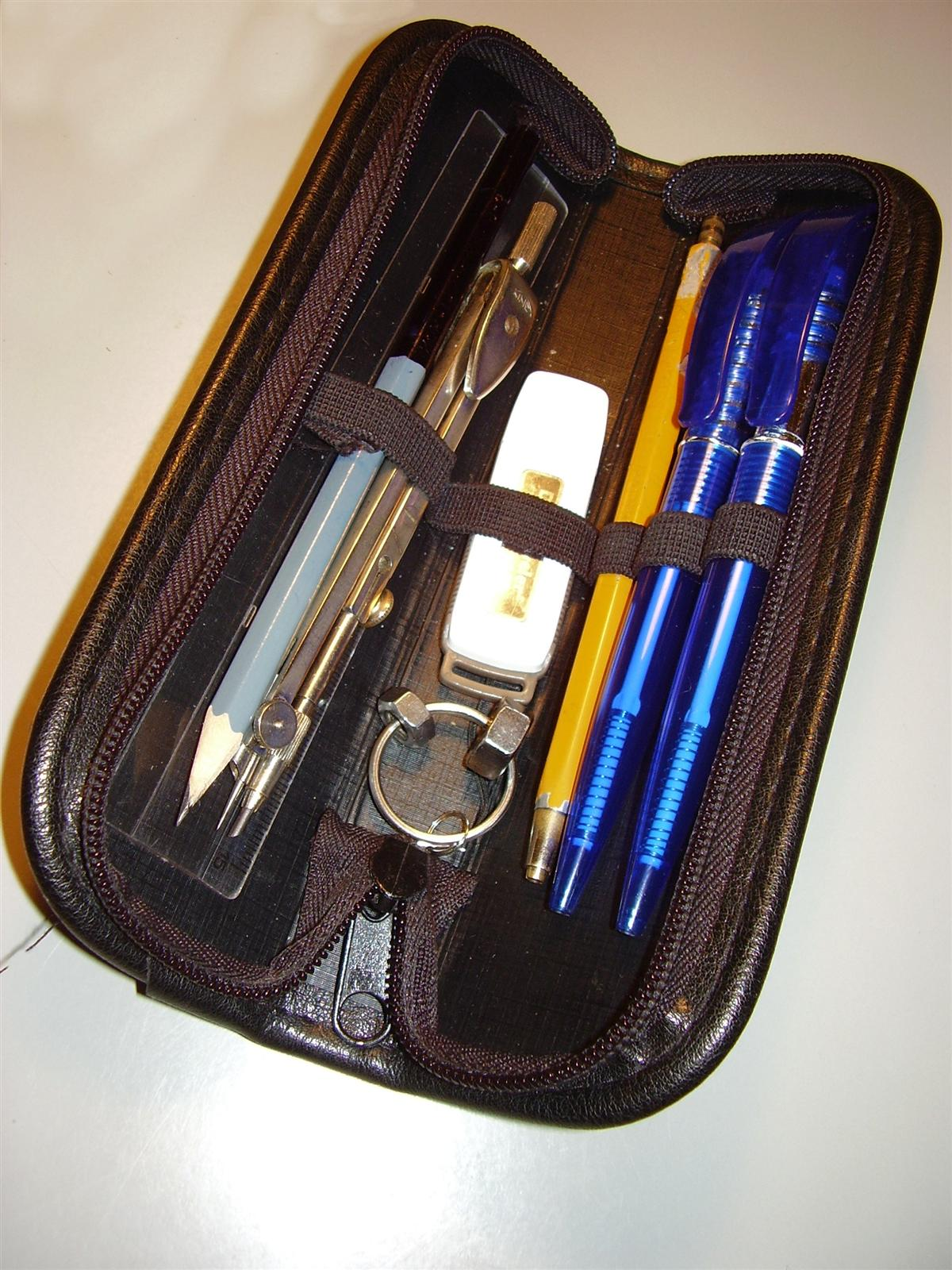
Un astuccio

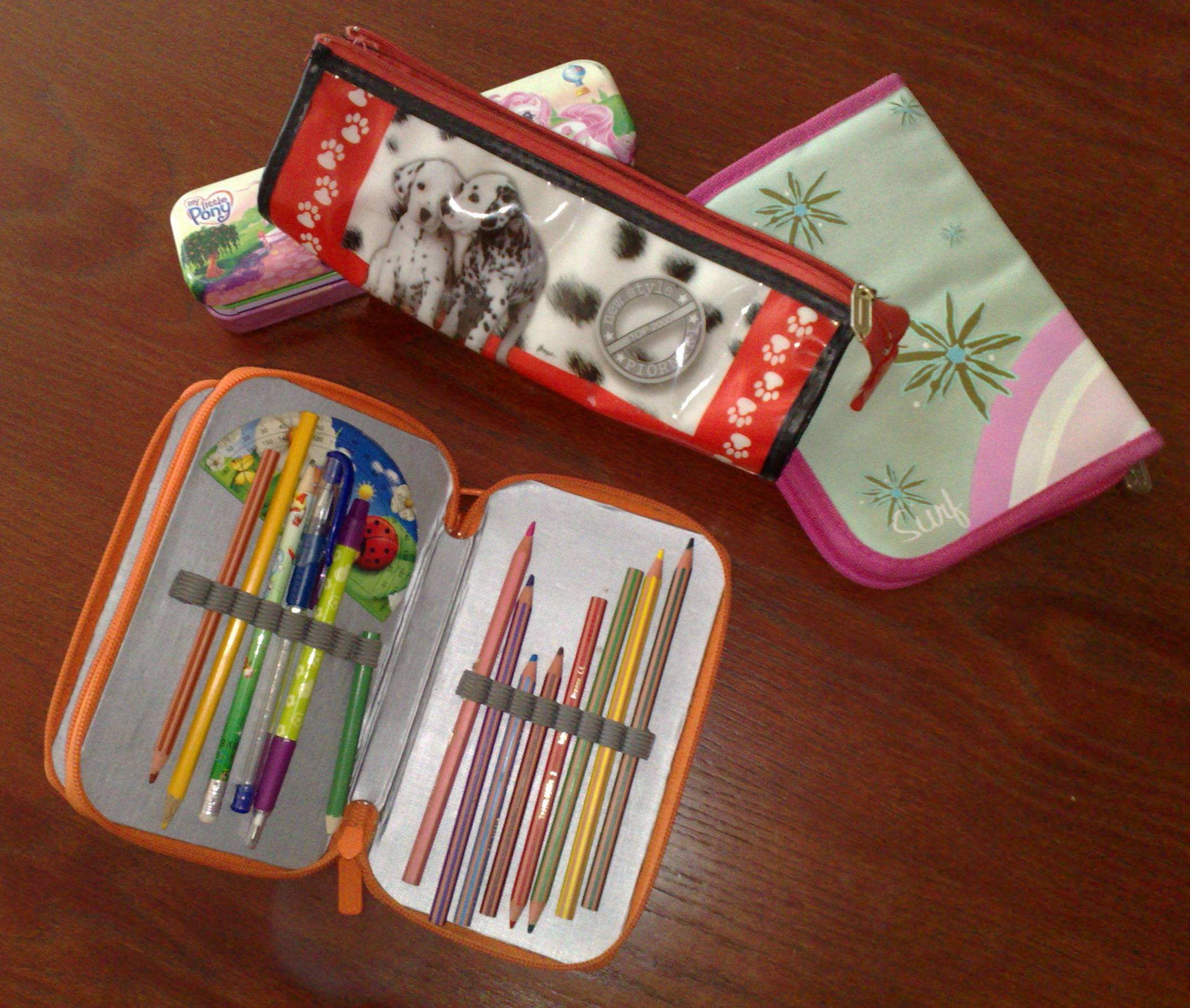
Alcuni astucci riempiti.

Un astuccio è una custodia atta a contenere oggetti fragili o preziosi, con l'interno foderato o imbottito, suddiviso in scomparti, dotato di incavi oppure modellato in base alla forma degli oggetti da contenere, come occhiali, penne, strumenti musicali e gioielli.
Un astuccio per penne può accessoriamente contenere anche una varietà di altri oggetti, come ad esempio matite, un temperamatite, gomme e una calcolatrice. In questo caso, si tratta di un astuccio usato presumibilmente in ambito scolastico; esistono, comunque, altri tipi di astuccio (per i cosmetici, ecc.)
Gli astucci per penne sono solitamente realizzati con tessuto più o meno resistente. Modelli più morbidi sono provvisti di cerniera. Modelli decorati e colorati sono popolari tra i ragazzi e i bambini a cui piacciono i colori.
Gli astucci per occhiali, in cui di solito si stiva anche la pezzetta per le lenti, possono essere anche rigidi (per la protezione delle stesse lenti) e realizzati anche in altri materiali, ad esempio in pelle.
Gli astucci sono molto utili per contenere vari oggetti di dimensioni abbastanza piccole.

## Altri usi

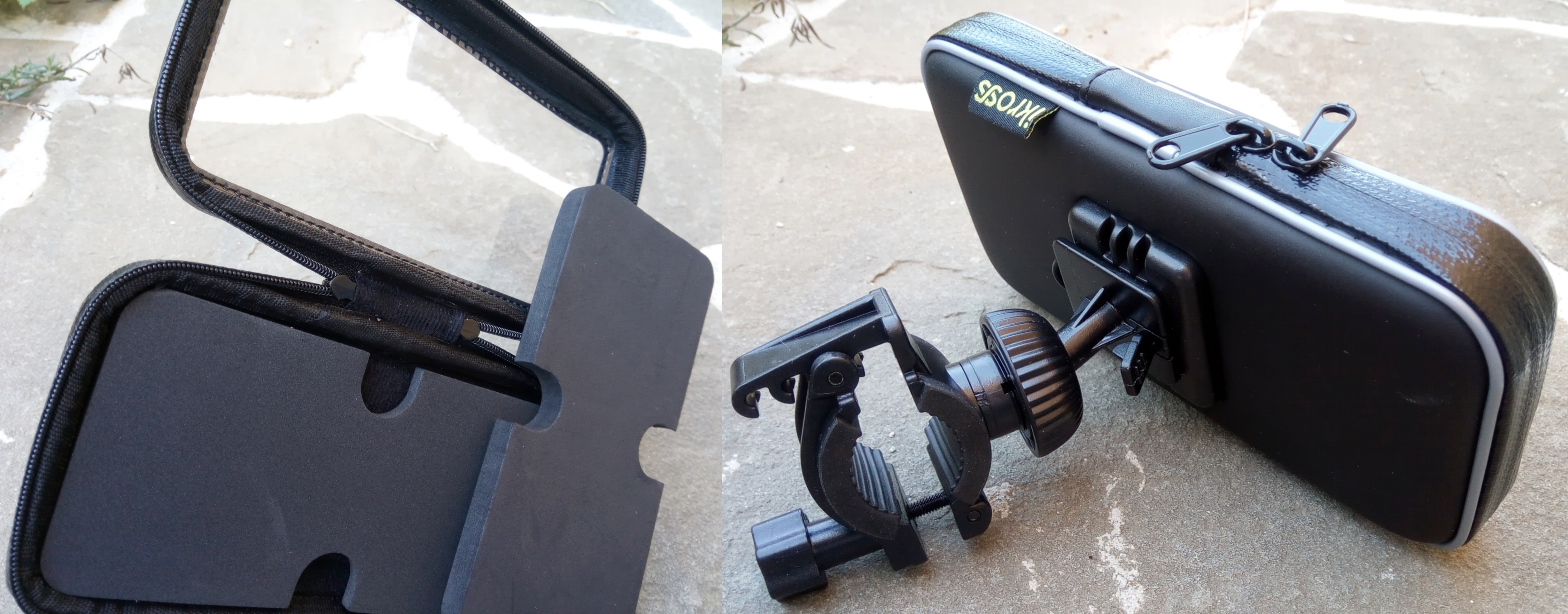
Custodia per navigatore o smartphone per uso su moto, caratterizzato da cerniera cerata e finestra trasparente compatibile con schermi capacitivi

Gli astucci, in alcuni casi custodie, vengono utilizzati anche da chiusi, come nel caso delle custodie protettive per navigatori satellitari quando usati su mezzi scoperti, oppure con gli ebook o smartphone.